# میمون یونان

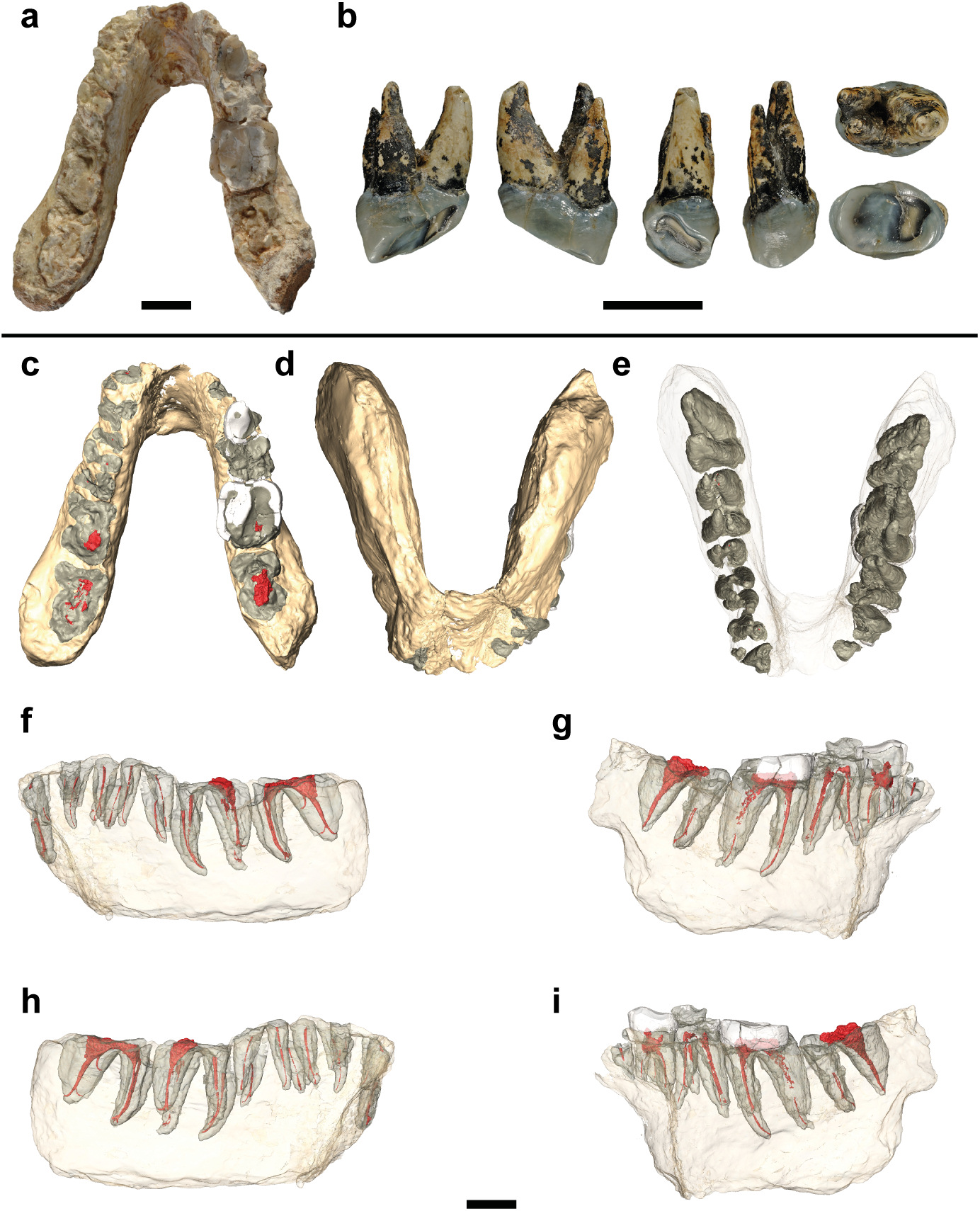
نمایی از فسیل آروارهٔ پایین میمون یونان

میمون یونان (انگلیسی: Graecopithecus) سرده و گونه‌ای از انسان‌سایان بوده‌است که ۷/۲ میلیون سال پیش در یونان می‌زیسته‌است. این سرده توسط فک پایینی‌اش شناخته می‌شود.